# Nettan Palema
Nettan Palema, född 29 april 2007 på Stall & Stuteri Palema i Västra Götalands län, död 27 december 2023 på samma ställe, var en svensk varmblodig travhäst.

## Bakgrund
Nettan Palema var en brun fux efter Gidde Palema och under Hanna Hebre (efter Messerschmitt). Hon föddes upp av Karl-Erik Bender i Kvänum och ägdes av Stall Palema. Hon tränades av Stefan Hofling (2009–10) och av Åke Svanstedt (2010–13). Hon kördes oftast av Åke Svanstedt eller sonen Anders Svanstedt.

## Karriär
Nettan Palema tävlade åren 2010–2013 och sprang in 2,4 miljoner kronor på 32 starter varav 10 segrar, 3 andraplatser och 2 tredjeplatser. Hon tog karriärens största segrar i Derbystoet (2011) och Breeders Crown för 4-åriga ston (2011). Hon kom även på tredje plats i Stochampionatet (2011) bakom Tamla Celeber och Canaka B.F..

### Som avelssto
Nettan Palema fick endast tre avkommor. Ingen av dessa visade några större resultat. Vid hennes död var endast Justus Palema i livet.